# ماریا دل مار بونت
ماریا دِل مار بونِت (کاتالونیایی: Maria del Mar Bonet؛ زادهٔ ۲۷ آوریل ۱۹۴۷) خواننده و آهنگساز اهل اسپانیا است.
وی یکی از اعضای جنبش «ترانه‌سرایی نوین» اسپانیاست و بابت فعالیت‌های هنری‌اش، برندهٔ جایزه کرئو د سن ژردی شده است.